# ضباب الحرب
ضباب الحرب (بالألمانية: Nebel des Krieges)‏ هو حالة الريبة في الوعي الظرفي الذي يلاقيه المشاركون في العمليات العسكرية. يسعى المصطلح إلى وصف حالة عدم اليقين في قدرة الفرد وقدرة الخصم ونية الخصم أثناء الاشتباك أو خلالَ عملية عسكرية. تُحاول القوات العسكرية الحد من ضباب الحرب من خلال الاستخبارات العسكرية وأنظمة تتبع القوات الصديقة. أصبح المصطلح مستخدمًا بشكل شائع لتعريف آليات عدم اليقين في الألعاب الحربية.

## أصل الكلمة
تُشير كلمة «ضباب» (بالألمانية: Nebel)‏ في هذا المصطلح إلى عدم اليقين في الحرب، وقد قدمها المحلل العسكري البروسي كارل فون كلاوزفيتز في كتابه المنشور بعد وفاته عن الحرب. أُشير إلى أن فون كلاوزفيتز لا يستخدم عبارة «ضباب الحرب» بالضبط، ويستخدم استعارات متعددة مماثلة، مثل «الشفق» و «ضوء القمر» لوصف «عدم الوضوح». يعود أول استخدام معروف للعبارة الدقيقة في النص إلى عام 1896 في كتاب بعنوان ضباب الحرب (بالإنجليزية: The Fog of War)‏ للسير لونسديل أوغسطس هيل، حيث وصفه بأنه «حالة الجهل التي غالبًا ما يجد القادة أنفسهم فيها فيما يتعلق بالقوة والموقع الحقيقيين، ليس فقط لقواتهم ولكن أيضًا لأصدقائهم».

## عسكريا
ضباب الحرب حقيقة واقعة في كل نزاع عسكري. الدقة واليقين هدفان بعيدا المنال، لكن العقيدة العسكرية الحديثة تقترح التنازل عن الدقة واليقين في سبيل السرعة وخفة الحركة. تستخدم الجيوش أنظمة وعقيدة القيادة والسيطرة للتخفيف جزئيًا من ضباب الحرب. ينطبقُ المصطلح أيضًا على تجربة الجنود والأفراد في المعركة: غالبًا ما يتمُّ الاستشهاد بهذا المصطلح في الارتباك الصافي للاتجاه والموقع والمنظور في ساحة المعركة. ينفصل الضباط والجنود، وتصبح الأوامر مشوشة وتتعرض للتغيير مع ضعف الإتصال. الأصوات والرؤية محدودة من منظور الفرد وقد لا يتمُّ تفسيرها بسهولة، مما يؤدي إلى استمرار حالة عدم اليقين، والضباب الإدراكي.
يتناقص ضباب الحرب مع تحسن تكنولوجيا الاستخبارات والمراقبة والاستطلاع. صرح رئيس أركان جيش الولايات المتحدة الجنرال مارك ميلي في وقتٍ ما من عام 2016 أنه «في ساحة المعركة المستقبلية، إذا بقيت في مكان واحد لمدة تزيد عن ساعتين أو ثلاث، فستموت ... مع طائرات العدو المسيّرة وأجهزة الاستشعار التي تبحث باستمرار عن الأهداف، لن يكون هناك حتى وقت للنوم المتواصل لمدة أربع ساعات».

## المحاكاة والألعاب

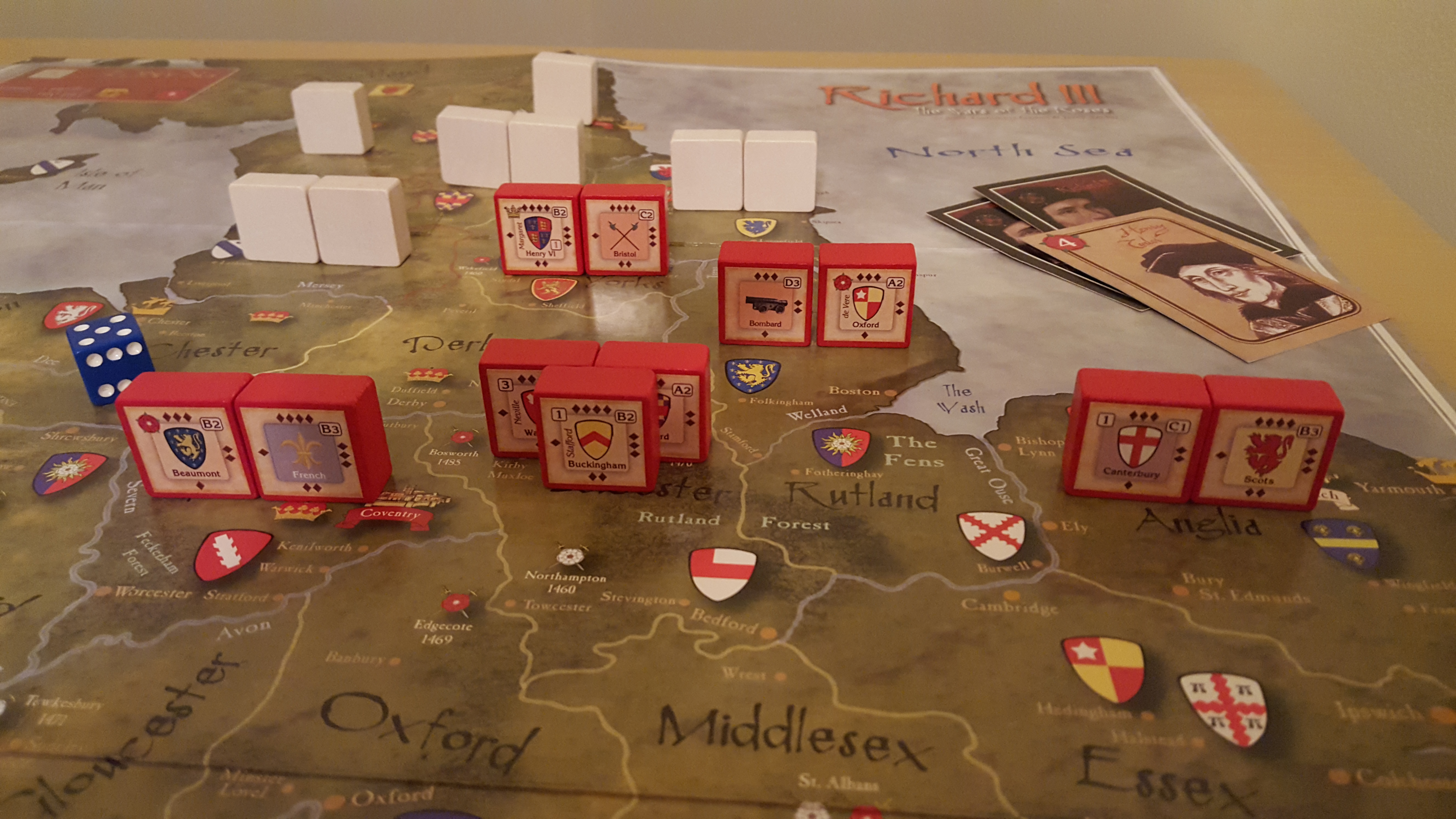
لعبة «ريتشارد الثالث» وهي لعبة حرب جماعية من تطويرِ كولومبيا جيمز وتُظهر ضباب الحرب في اللعب: يمكن للاعب الأحمر رؤية هوية القطع الخاصة به، ولكن ليس تلك الخاصة باللاعب الأبيض.

تُحاول الألعاب اللوحية التجريدية والعسكرية أحيانًا التقاط تأثير ضباب الحرب بإخفاء هوية قطع اللعب، بإبقائها مقلوبة أو إبعادها عن اللاعب المنافس (كما في ستراتيغو) أو مغطاة (كما في لعبة سكواد ليدر).). الألعاب الأخرى، مثل لعبة متغيرة شطرنج، يمكن إخفاء قطع اللعب عن اللاعبين باستخدام لوحة لعبة مكررة ومخفية.

### في ألعاب الفيديو

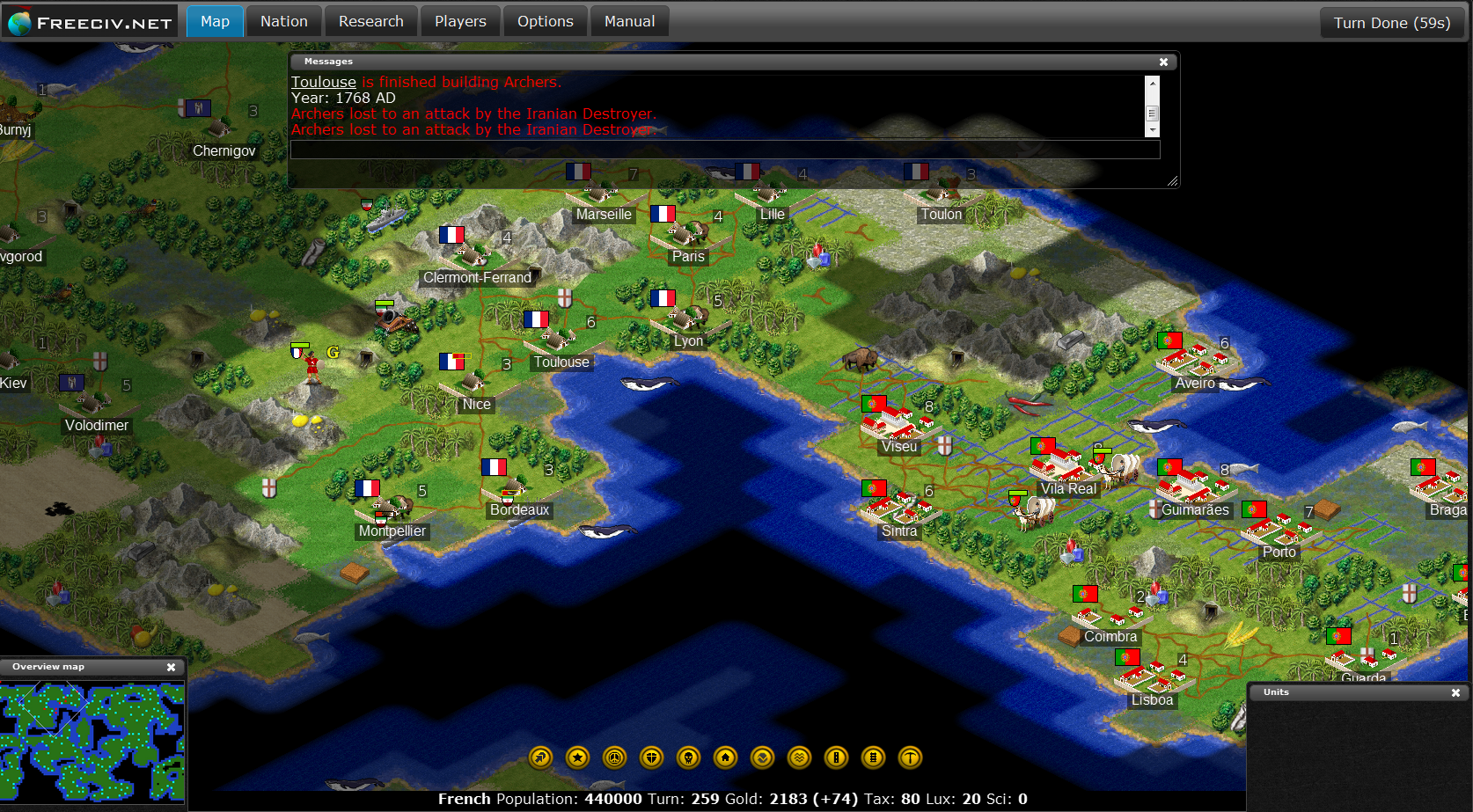
في لعبة الكمبيوتر «Freeciv» تكون المناطق غير المستكشفة تمامًا سوداء بالكامل، بينما يتمُّ تغطية المناطق غير المرصودة حاليًا بغطاء رمادي.

يُنظر إلى قدرة الكمبيوتر على إخفاء المعلومات بشكل فعال عن اللاعب على أنها ميزة مميزة على الألعاب اللوحية في محاكاة الحرب. يشير ضباب الحرب في ألعاب الفيديو الاستراتيجية إلى وحدات العدو، وغالبًا ما تكون تضاريس تخفى عن اللاعب؛ ويختفي الضباب بمجرد استكشاف المنطقة، وغالبًا ما يعود الضباب لإعادة إخفاء المعلومات كليًا أو جزئيًا عندما لا يكون لدى اللاعب وحدة في تلك المنطقة.
أول استخدام لضباب الحرب على مستوى ألعاب الفيديو كان في لعبة إمباير عام 1977 بواسطة والتر برايت. من الاستخدامات المبكرة الأخرى لضباب الحرب لعبة تانكتكس عام 1978 التي صمَّمها كريس كروفورد، والتي تعرضت لانتقادات بسبب نظامها الضبابي «المربك» وغير الموثوق به. اقترح كروفورد في عام 1982 «تحديد كمية المعلومات المتاحة للاعب البشري» للتعويض عن افتقار الكمبيوتر إلى الذكاء. في مقال نُشر عام 1988 في مجلة كومبيوتر غيمنغ وورلد، وصفَ دايف أرنسون ضباب الحرب بأنه «أحد أكبر العوامل الإيجابية في محاكاة الكمبيوتر»، بينما خلص كروفورد، باستخدام تانكتيكس كمثال إلى أن ضباب أنظمة الحرب يصبح أقل «متعة». كلما أصبح أكثر واقعية، مما دفع الوسيط إلى استخدام أنظمة مبسطة بدلاً من ذلك.
تستخدم سلسلتا شركة بليزارد إنترتينمنت و‌ووركرافت و‌ستار كرافت، ضباب الحرب الذي ينكشفُ فقط عن التضاريس ووحدات العدو أثناء استطلاع اللاعب. بدون وحدة مراقبة نشطة، تتغطَّى المناطق المكشوفة من الخريطة من جديد ويُمكن حينها رؤية التضاريس فقط دون التغييرات في وحدات أو قواعد العدو. ينتشر هذا في كل من ألعاب استراتيجية تناوب الأدوار و‌استراتيجية الوقت الحقيقي، مثل سلسلة الحرب الشاملة وسلسلة إيج أوف إمبايرز و‌كوماند أند كنكر و‌فاير إمبلم و‌سيفيليزيشن ولعبة سوبريم كوماندر وغيرها.
يمنحُ ضباب الحرب اللاعبين حافزًا لاكتشاف عالم اللعبة. يعطي الإلزام بكشف الأجزاء المحجوبة من الخريطة إحساس باستكشاف المجهول. قال كروفورد «إن الاستخدامات المعقولة» لضباب الحرب، مثل الحاجة إلى إرسال استطلاع، ويُضيف: «لا تبدو طبيعية فحسب، بل ... تُضيف واقعية وإثارة للعبة».